# Eccellenza Sardegna 2020-2021
Il campionato italiano di calcio di Eccellenza regionale 2020-2021 è la 30ª edizione del campionato di Eccellenza, quinta serie del campionato italiano di calcio e prima serie regionale. Le 18 partecipanti dell'Eccellenza Sardegna 2020-2021 prendono anche parte alla Coppa Italia Dilettanti Sardegna 2020-2021.

## Avvenimenti
A causa della pandemia di COVID-19 che ha portato all'interruzione definitiva del campionato precedente, il Comitato Regionale è corso ai ripari ricorrendo a ripescaggi e riformulazione del torneo. In questo modo, il campionato è passato a 18 squadre come non accadeva dal 2014-2015. Il promosso Carbonia è stato rimpiazzato dalla retrocessa dalla D Budoni, mentre la retrocessa in Promozione La Palma dalle promosse Idolo di Arzana e Ilvamaddalena e dalla ripescata Sant'Elena, queste ultime due formazioni storiche del calcio sardo e rispettivamente assenti dal massimo torneo regionale da 4 e 10 anni.
In quanto disposto dal DPCM del 24 ottobre 2020 sull'aggravarsi della pandemia di COVID-19 del 2020 in Italia, il calcio dilettantistico è stato sospeso fino a marzo 2021, quando si è deciso di cancellare i risultati acquisiti e ripartire con squadre che avrebbero aderito in modo volontario.

## Stagione prima della sospensione

### Squadre partecipanti
| Club                  | Città                     | Stadio                                | Stagione precedente              |
| --------------------- | ------------------------- | ------------------------------------- | -------------------------------- |
| Arbus                 | Arbus (SU)                | Stadio Santa Sofia                    | 9º in Eccellenza Sardegna        |
| Atletico Uri          | Uri (SS)                  | Campo Comunale Ninetto Martinez       | 5º in Eccellenza Sardegna        |
| Bosa                  | Bosa (OR)                 | Stadio Comunale Italia                | 11º in Eccellenza Sardegna       |
| Budoni                | Budoni (SS)               | Campo Comunale Pincelli               | 18º in Serie D girone G          |
| Castiadas             | Castiadas (SU)            | Campo Comunale L’Annunziata           | 2º in Eccellenza Sardegna        |
| Ferrini Cagliari      | Cagliari                  | Campo sportivo Piero Polese           | 6º in Eccellenza Sardegna        |
| Ghilarza              | Ghilarza (OR)             | Campo Comunale Walter Frau (Ghilarza) | 14º in Eccellenza Sardegna       |
| Guspini               | Guspini (SU)              | Campo Comunale                        | 12º in Eccellenza Sardegna       |
| Idolo                 | Arzana (NU)               | Campo Comunale Sturrusè               | 1º in Promozione Sardegna gir. A |
| Ilvamaddalena         | La Maddalena (SS)         | Stadio Comunale Pietro Secci          | 1º in Promozione Sardegna gir. B |
| Li Punti              | Li Punti (Sassari, SS)    | Comunale Li Punti - Sassari           | 8º in Eccellenza Sardegna        |
| Monastir Kosmoto      | Monastir (SU)             | Campo Comunale                        | 10º in Eccellenza Sardegna       |
| Nuorese               | Nuoro                     | Stadio Franco Frogheri                | 4º in Eccellenza Sardegna        |
| Ossese                | Ossi (SS)                 | Campo Comunale Walter Frau (Ossi)     | 3º in Eccellenza Sardegna        |
| Porto Rotondo         | Porto Rotondo (Olbia, SS) | Stadio Angelo Caocci                  | 15º in Eccellenza Sardegna       |
| San Marco Assemini 80 | Assemini (CA)             | Campo Comunale Le Aie (Decimomannu)   | 7º in Eccellenza Sardegna        |
| Sant'Elena            | Quartucciu (CA)           | Campo Comunale Pill 'e Matta          | 2º in Promozione Sardegna gir. A |
| Taloro Gavoi          | Gavoi (NU)                | Campo Comunale Maristiai              | 13º in Eccellenza Sardegna       |

### Classifica
- aggiornata al 25 ottobre 2020

|  | Pos. | Squadra               | Pt | G | V | N | P | GF | GS | DR |
|  | ---- | --------------------- | -- | - | - | - | - | -- | -- | -- |
|  | 1.   | Atletico Uri          | 19 | 7 | 6 | 1 | 0 | 20 | 5  | 15 |
|  | 2.   | Castiadas             | 16 | 7 | 5 | 1 | 1 | 14 | 6  | 8  |
|  | 3.   | Idolo                 | 16 | 7 | 5 | 1 | 1 | 11 | 4  | 7  |
|  | 4.   | Ossese                | 15 | 7 | 4 | 3 | 0 | 13 | 8  | 5  |
|  | 5.   | San Marco Assemini 80 | 14 | 6 | 4 | 2 | 0 | 14 | 5  | 9  |
|  | 6.   | Guspini               | 12 | 7 | 4 | 0 | 3 | 16 | 7  | 9  |
|  | 7.   | Ferrini Cagliari      | 9  | 5 | 3 | 0 | 2 | 9  | 6  | 3  |
|  | 8.   | Arbus                 | 7  | 4 | 2 | 1 | 1 | 7  | 3  | 4  |
|  | 9.   | Ilvamaddalena         | 5  | 6 | 2 | 1 | 3 | 6  | 10 | -4 |
|  | 10.  | Li Punti              | 4  | 3 | 1 | 1 | 1 | 3  | 2  | 1  |
|  | 11.  | Ghilarza              | 4  | 5 | 1 | 1 | 3 | 4  | 13 | -9 |
|  | 12.  | Nuorese (-5)          | 3  | 6 | 2 | 2 | 2 | 10 | 13 | -3 |
|  | 13.  | Budoni                | 3  | 6 | 1 | 0 | 5 | 6  | 10 | -4 |
|  | 14.  | Monastir Kosmoto      | 3  | 6 | 1 | 0 | 5 | 8  | 17 | -9 |
|  | 15.  | Taloro Gavoi          | 2  | 3 | 0 | 2 | 1 | 4  | 7  | -3 |
|  | 16.  | Bosa                  | 2  | 5 | 0 | 2 | 3 | 3  | 11 | -8 |
|  | 17.  | Porto Rotondo         | 1  | 6 | 0 | 1 | 5 | 3  | 12 | -9 |
|  | 18.  | Sant'Elena            | 0  | 4 | 0 | 0 | 4 | 4  | 13 | -9 |

Legenda
       Promossa in Serie D 2021-2022.
       Retrocessa in Promozione Sardegna 2021-2022
Note
La Nuorese ha subito 5 punti di penalizzazione
Regolamento:
Tre punti a vittoria, uno a pareggio, zero a sconfitta.
In caso di arrivo di due o più squadre a pari punti, la graduatoria verrà stilata secondo la classifica avulsa tra le squadre interessate che prevede, in ordine, i seguenti criteri:
- Punti negli scontri diretti
- Differenza reti negli scontri diretti
- Differenza reti generale
- Reti realizzate in generale
- Sorteggio

## Ripresa in primavera con nuovo girone
Nel marzo 2021, la FIGC e il Comitato Regionale Sardegna hanno deciso la ripartenza del campionato di Eccellenza e la cancellazione dei risultati acquisiti precedentemente per un nuovo formato in base volontaria: un nuovo girone con partite di andata e ritorno. Le dieci rinunciatarie terranno la categoria e non subiranno sanzioni. Il nuovo campionato si giocherà tra il 3 aprile e il 20 giugno 2021.

### Classifica
|  | Pos. | Squadra               | Pt | G  | V  | N | P  | GF | GS | DR  |
|  | ---- | --------------------- | -- | -- | -- | - | -- | -- | -- | --- |
|  | 1.   | Atletico Uri          | 33 | 14 | 13 | 0 | 1  | 36 | 12 | +24 |
|  | 2.   | Ossese                | 31 | 14 | 9  | 4 | 1  | 32 | 16 | +16 |
|  | 3.   | Guspini               | 21 | 14 | 5  | 6 | 3  | 17 | 13 | +4  |
|  | 4.   | Castiadas             | 19 | 14 | 4  | 7 | 3  | 15 | 16 | -1  |
|  | 5.   | Nuorese (-5)          | 11 | 14 | 4  | 4 | 6  | 22 | 27 | -6  |
|  | 6.   | Porto Rotondo         | 11 | 14 | 3  | 2 | 9  | 20 | 30 | -10 |
|  | 7.   | San Marco Assemini 80 | 10 | 14 | 2  | 4 | 8  | 16 | 23 | -7  |
|  | 8.   | Bosa                  | 6  | 14 | 1  | 3 | 10 | 11 | 31 | -20 |

Legenda
       Promossa in Serie D 2021-2022.
Note
La Nuorese ha subito 5 punti di penalizzazione
Regolamento:
Tre punti a vittoria, uno a pareggio, zero a sconfitta.
In caso di arrivo di due o più squadre a pari punti, la graduatoria verrà stilata secondo la classifica avulsa tra le squadre interessate che prevede, in ordine, i seguenti criteri:
- Punti negli scontri diretti
- Differenza reti negli scontri diretti
- Differenza reti generale
- Reti realizzate in generale
- Sorteggio